# Colin McGinn
Colin McGinn (1950, West Hartlepool, Inglaterra) é um filósofo britânico.
Atualmente leciona na Universidade de Miami. McGinn também teve importantes funções no quadro docente da Oxford University e da Rutgers University. Tornou-se conhecido por seu trabalho sobre a filosofia da mente, embora tenha escrito sobre praticamente todos os tópicos da moderna filosofia. A principal das suas obras voltadas para o público em geral é a autobiografia The Making of a Philosopher: My Journey Through Twentieth-Century Philosophy (2002, traduzido no Brasil como A construção de um filósofo).

### Em inglês
- «McGinn on Faith & Reason» (em inglês) — transcrição de uma entrevista concedida por McGinn no programa da PBS "Bill Moyer on Faith & Reason".
- «Conscious Entities» (em inglês) — informação sobre os pontos de vista de McGinn.
- «Colin McGinn in ZhurnalWiki» (em inglês) — crítica da autobiografia de McGinn.
- «"Apes, Humans, Aliens, Vampires and Robots"» (em inglês). In Paola Cavalieri & Peter Singer (eds.), The Great Ape Project, Nova York: St. Martin's Griffin, 1993, pp. 146–151.
- «The Atheism Tapes, programa 1» (em inglês) — transcrição completa da entrevista concedida por Colin McGinn a Jonathan Miller para a série de TV da BBC The Atheism Tapes.

### Em português
- «Como se faz um filósofo» – críticas sobre A construção de um filósofo em Crítica na Rede. Acessado em 18 de maio de 2007.